# 小西貢電台
小西貢廣播電台 AM 1480（Little Saigon Radio） 是位於美國加州橘郡聖塔安娜的越南語廣播電台。橘郡是越南本土以外最大的越南裔族群聚居區，因此人稱該郡以西敏寺市為中心的越南裔族群聚居區「小西貢」。小西貢電台廣播涵蓋加州橘郡、洛杉磯郡(KVNR)、聖荷西 (KSJX) 及德州休士頓 (KJOJ、KYND) 等越僑人口集中的城市。该台还会转播自由亚洲电台等西方电台的越南语广播。
小西貢電台於2003年出資支持聖高隆龐外方傳教會神父阮文雄在台灣幫助弱勢在台越南人。

## 外部連結
- 小西貢廣播電台網站 （页面存档备份，存于）